# 그라운임빈슈가우

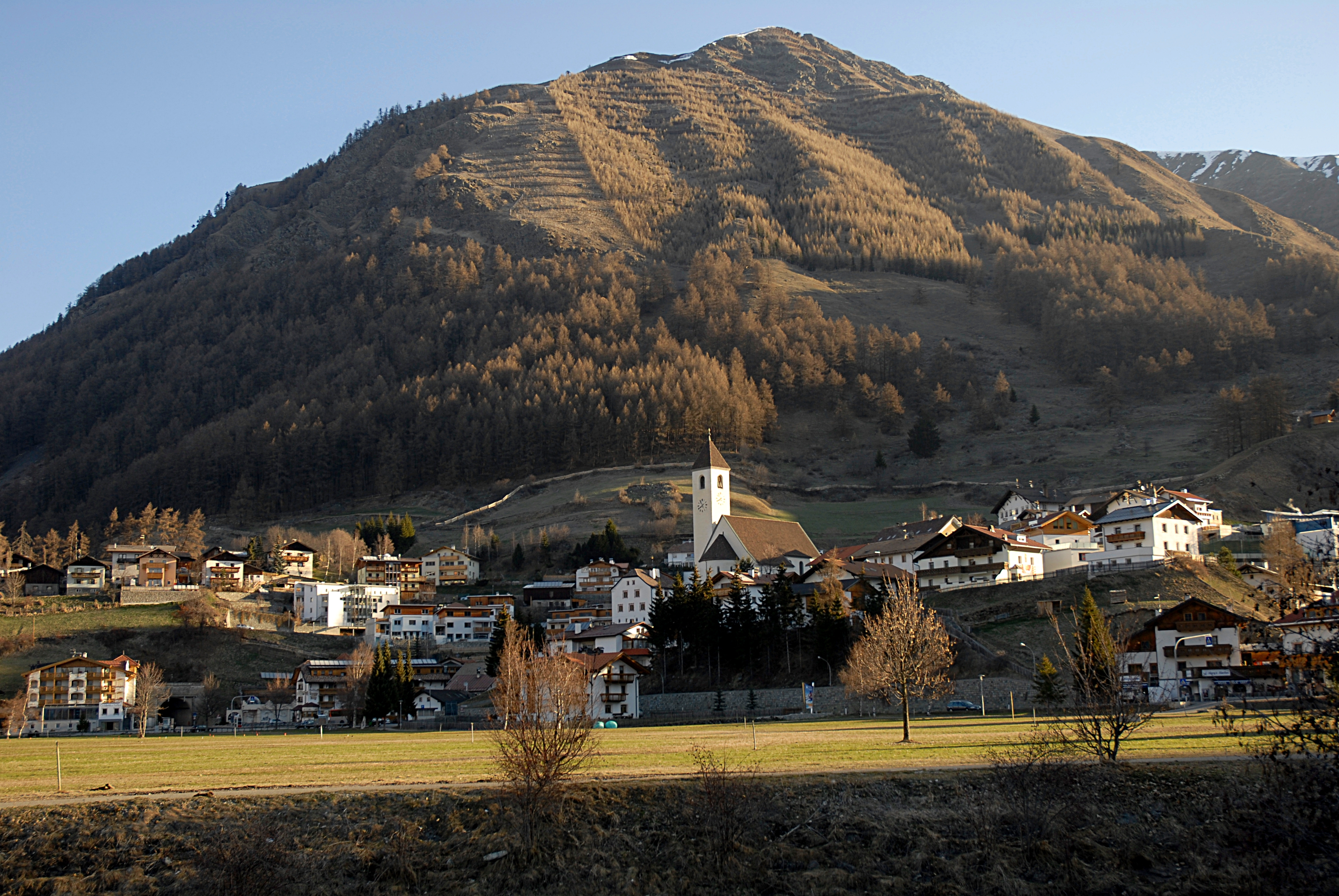
그라운임빈슈가우

그라운임빈슈가우(독일어: Graun im Vinschgau) 또는 쿠론베노스타(이탈리아어: Curon Venosta)는 이탈리아 트렌티노알토아디제주 볼차노도의 도시이다. 2011년 기준으로 인구는 2,447명이다.